# Новобердяська сільська рада
Новобердя́ська сільська рада (рос. Новобердяшский сельский совет) — муніципальне утворення у складі Караідельського району Башкортостану, Росія. Адміністративний центр — присілок Новий Бердяш.
2005 року до складу сільради було включене селище Атняш, яке до цього утворювало Атняську сільську раду Нурімановського району.

## Населення
Населення — 1375 осіб (2019, 1516 в 2010, 1560 в 2002).

## Склад
До складу поселення входять такі населені пункти:
| Населений пункт        | Населення, осіб (2002) | Населення, осіб (2010) |
| ---------------------- | ---------------------- | ---------------------- |
| Атняш, село            | 666                    | 584                    |
| Дюртюлі, присілок      | 27                     | 29                     |
| Кадисі, присілок       | 43                     | 36                     |
| Кантон, присілок       | 149                    | 151                    |
| Кариш-Єлга, присілок   | 27                     | 24                     |
| Мата, присілок         | 37                     | 30                     |
| Новий Бердяш, присілок | 280                    | 309                    |
| Сабанкуль, присілок    | 46                     | 70                     |
| Шамратово, присілок    | 285                    | 283                    |